# Mesostenus azerbajdzhanicus
Mesostenus azerbajdzhanicus là một loài tò vò trong họ Ichneumonidae.